# بوبر زاویه
بوبر زاویه (نام علمی: Phyllastrephus xavieri) نام یک گونه از سرده بوبرهای اصلی است.